# 집나방상과
집나방상과(Yponomeutoidea)는 나비목에 속하는 이문류 나방 상과이다. 집나방 등을 포함하고 있다. 학명 Yponomeutoidea는 "아래"를 뜻하는 고대 그리스어 ὑπό (ypo)와 음식 또는 주거지를 뜻하는 νομός (nomós)의 합성어에서 유래했으며, "몰래 먹는" 또는 "굴을 파는" 나방이라는 의미이다.

## 분류
- 파좀나방과 (Acrolepiidae)
- Bedelliidae
- 그림날개나방과 (Glyphipterigidae)
- Heliodinidae
- 굴나방과 (Lyonetiidae)
- 좀나방과 (Plutellidae)
- 집나방과 (Yponomeutidae)
- Ypsolophidae